# 女詐欺師レン キケンな情事を追え!
『女詐欺師レン キケンな情事を追え!』（おんなさぎしレン キケンなじょうじをおえ!）は、2020年3月20日に公開された日本の映画作品。別題に『悪女の色仕掛け カモって快感!』がある。

## 概要
藤原健一が約10年ぶりに手掛ける成人映画として製作。2020年10月9日からR-18版『悪女の色仕掛け カモって快感!』のタイトルで劇場公開。大蔵映画が一般劇場向けにR15＋バージョンで製作した作品を上映する「OP PICTURES+ フェス 2020」の一環としてR-15編集した作品が10月24日より『女詐欺師レン キケンな情事を追え!』のタイトルで劇場公開。
2021年12月3日にスターボードからDVDを発売。

## ストーリー
ホストの兄と生きてきた蓮は、詐欺師の良蔵に助けられたことで、詐欺師見習いとして働き始める。今回の詐欺のターゲットは、ミュージシャンを売り出そうとする女性マネージャー。そこにヤクザの元親分の浮気調査の仕事も舞い込み事態は混迷していく。詐欺師コンビが文字通り体を張って詐欺を働くピカレスクエロス。

## キャスト

### 詐欺師チーム
黒崎蓮
演‐神宮寺ナオ
良蔵の下で働く、見習い詐欺師。9年前の震災で親を亡くし兄と暮らす。詐欺師の良蔵に助けられたことで、生きていくために詐欺の道へ進む。1億円近い借金を兄と抱える。
緒方良蔵
演‐島津健太郎
プロの詐欺師。表向きには広告代理店としているオフィスを拠点にしており、大金を動かしているが、本来得意とするのはスリ。口達者で普段は関西弁をしゃべる。
人情に厚く、黒崎兄妹を助けて以来パチンコと競馬のツキが来たことから、彼らの借金返済を手伝う。
黒崎譲二
演‐山本宗介
蓮の兄。飲食業のバイトを経てホスト。職業柄夜の仕事や飲食業界の事情に詳しい。ホストとして真紀と出会う。
脚本家ナガシマ
演‐川本淳市
良蔵の仕事仲間で変装、演技で詐欺活動を助ける。ナガシマは偽名であり、本名は不明。

### 藁藤家
藁藤真紀
演‐織田真子
藁藤和明の若き妻。吉羽英二の熱心なファンであり、夫に浮気を疑われる。
藁藤和明
演‐飯島大介
元関東一の武闘派暴力団組長。現在では蓄えた資金を元手に隠居生活をする。通称：親方。デジタル方面に疎い。

### 伊村プロ
伊村元子
演‐倖田李梨
東京タワーの近くに拠点を持つ芸能事務所代表で、吉羽英二をデビューから売り込むマネージャー。
吉羽英二
演‐萩野崇
歌手。アルバム「Stay home」を製作販売。

## スタッフ
- 監督：藤原健一
- 脚本：藤原健一
- プロデューサー：藤原健一
- 撮影監督：中尾正人
- 録音：高島良太
- 助監督：菊嶌稔章、篠田雄太
- スチール：本田あきら
- 撮影助手：榮穣[2]
- 音楽・効果：Artlist[5]
- 協力：クイーンズカンパニー、グンジ印刷
- 仕上げ：東映ラボ・テック
- 制作：ANGLE[5]
- 提供：オーピー映画